# Вільгельміна Луїза Саксен-Майнінгенська
Вільгельміна Луїза Саксен-Майнінгенська (нім. Wilhelmine Luise von Sachsen-Meiningen, 19 січня 1686 — 5 жовтня 1753) — принцеса Саксен-Майнінгенська з Ернестинської лінії Веттінів, донька герцога Саксен-Майнінгену Бернхарда I та принцеси Єлизавети Елеонори Брауншвейг-Вольфенбюттельської, дружина герцога Вюртемберг-Бернштадту Карла.

## Біографія
Вільгельміна Луїза народилась 19 січня 1686 року у Майнінгені. Вона була четвертою дитиною та третьою донькою в родині правлячого герцога Саксен-Майнінгену Бернхарда I та його другої дружини Єлизавети Елеонори Брауншвейг-Вольфенбюттельської. Мала старших сестер Єлизавету Ернестіну та Елеонору Фредеріку. Старший брат помер немовлям до її народження. Невдовзі народився молодший — Антон Ульріх. Від першого шлюбу батька з Марією Ядвігою Гессен-Дармштадтською мала чотирьох єдинокровних братів.
Батько був відомий пристрастю до алхімії та військової справи. Незважаючи на це, шлюб герцогської пари описувався як щасливий. Мешкало сімейство у Майнінгені. У 1692 році було завершено будівництво резиденції Елізабетхенбург, почате ще до народження Вільгельміни Луїзи. Названий був палац на честь її матері. У 1702 році навколо нього почали розбивати сад в стилі ренесансу.

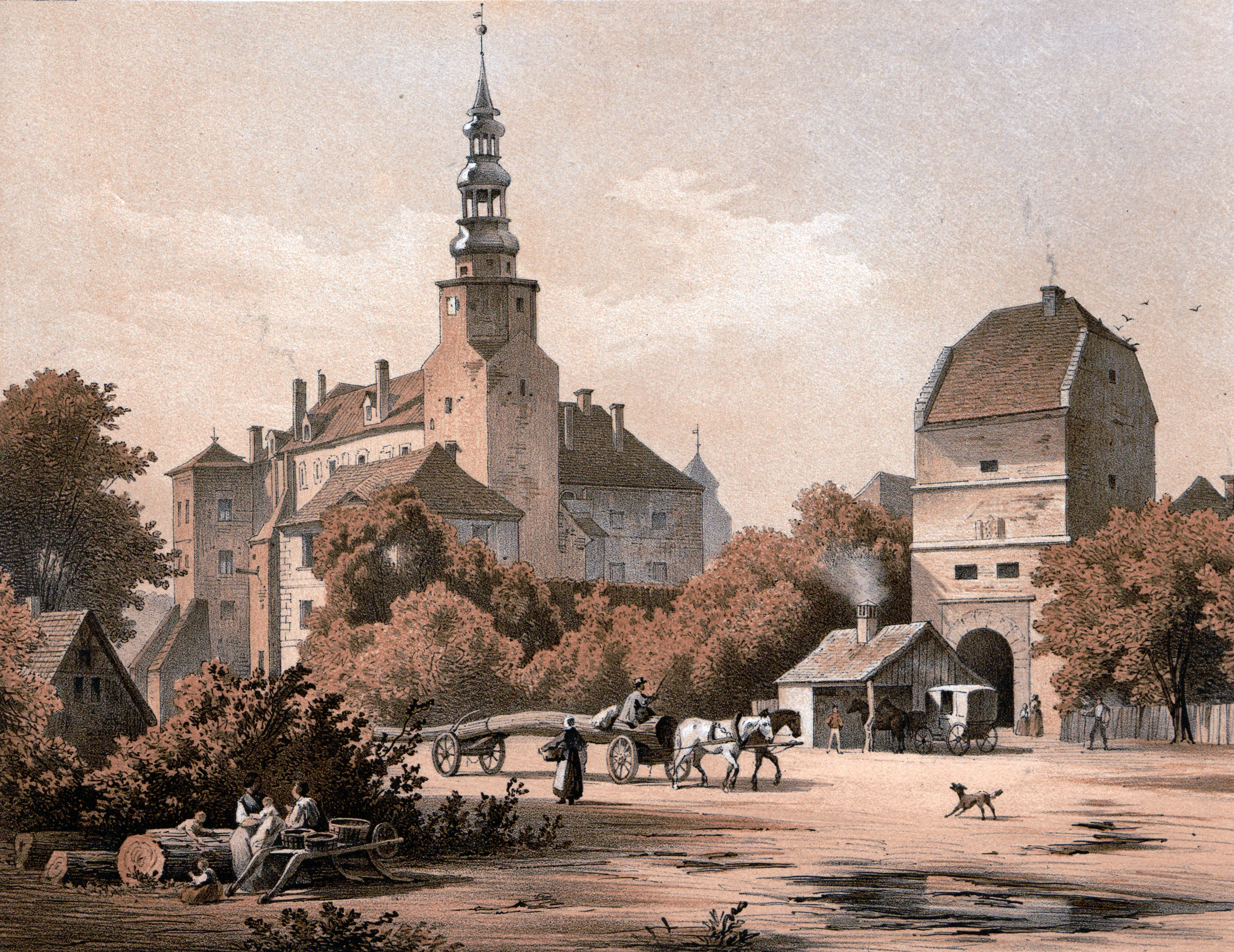
Бернштадтський замок

У 17 років Вільгельміна Луїза взяла шлюб із 21-річним герцогом Вюртемберг-Юліусбургу та Вюртемберг-Бернштадту Карлом. Весілля відбулося 20 грудня 1703 у Майнінгені. Принцесі єдиній зі своїх сестер вдалося вийти заміж.
Оселилася пара у Бернштадті. Дітей у них не було. Карл був відомий своєю марнотратністю і у 1740 році був відсторонений від правління імператором Йосипом I. За два роки виявилося, що казна герцогства спустошена, й Карлу довелося продати частку своїх володінь. Він помер у лютому 1745 року. Герцогство успадкував його кузен Карл Крістіан Ердман.
Вільгельміна Луїза пішла з життя за вісім років, 5 жовтня 1753 року, у Бернштадті. Була похована у замковій церкві Святої Катаріни поруч із чоловіком.